# Myotis septentrionalis
Myotis septentrionalis — вид роду Нічниця (Myotis).

## Поширення, поведінка
країни проживання: США та Канада. Пов'язаний з бореальними лісами. Печери та підземні рудники є їх вибором місця для сплячки.